# Clear Lake (Minnesota)
Clear Lake é uma cidade localizada no estado americano de Minnesota, no Condado de Sherburne.

## Demografia
Segundo o censo americano de 2000, a sua população era de 266 habitantes.

## Geografia
De acordo com o United States Census Bureau tem uma área de
2,1 km², dos quais 2,1 km² cobertos por terra e 0,0 km² cobertos por água.

## Localidades na vizinhança
O diagrama seguinte representa as localidades num raio de 24 km ao redor de Clear Lake.